# Batabanó
El municipi de Batabanó està situat al sud i oest de la província de província de Mayabeque, Cuba. Fins al 2010 va pertànyer a l'extinta província de l'Havana. Limita al nord amb el municipi de San José de las Lajas, a l'est amb el municipi de Melena del Sur, a l'oest amb Quivicán i al sud amb el Golf de Batabanó.
La seva superfície abasta un extens aiguamoll costaner cobert de mangle així com extensions de terres fèrtils de la plana del sud de l'Havana. Al municipi hi ha el Surgidero de Batabanó principal port de cabotatge i pesquer a la costa sud de la província Mayabeque. Les activitats econòmiques fonamentals són l'agricultura i la pesca.

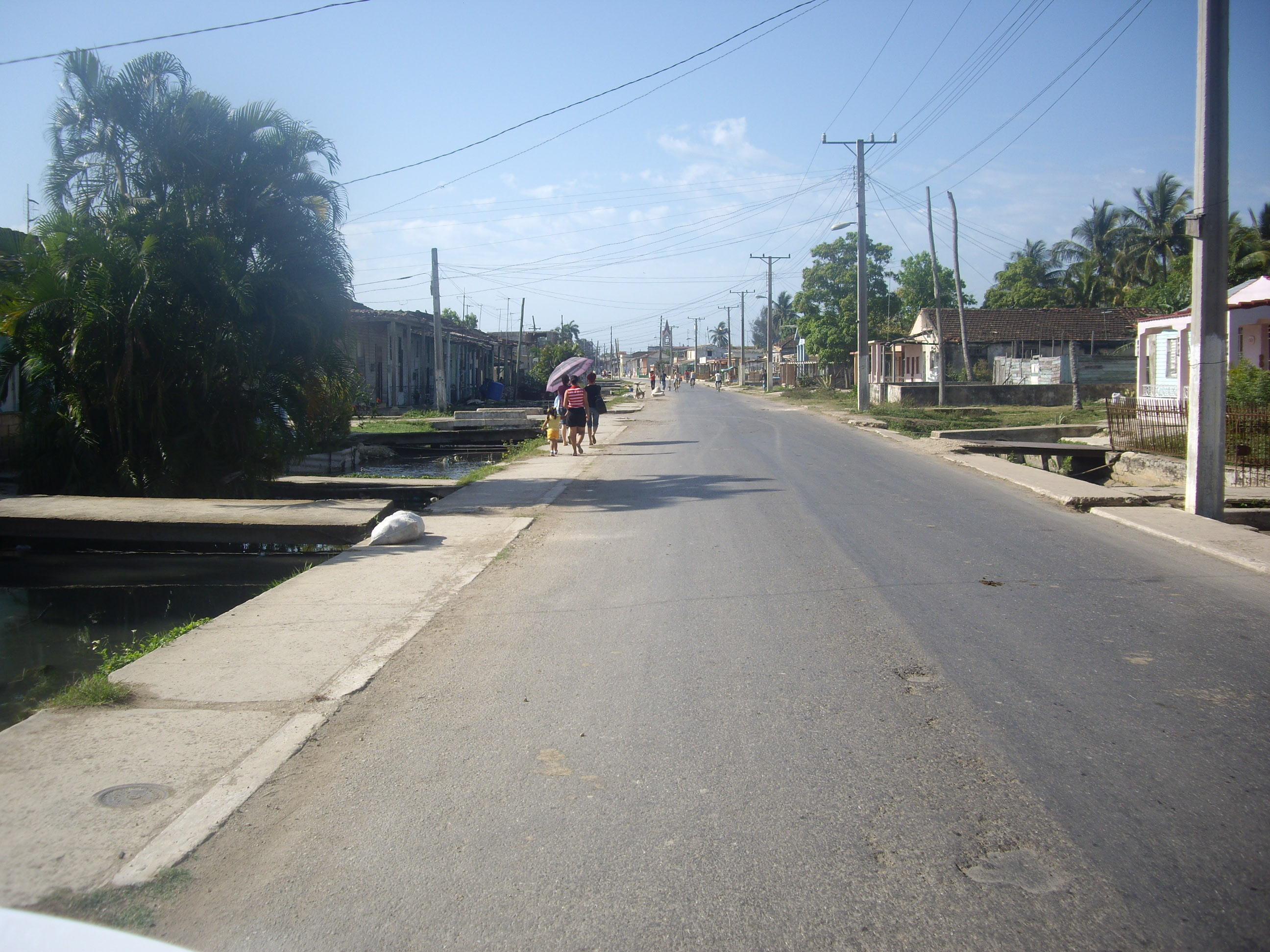
Surgidero de Batabanó

El municipi comprèn a més del poble de Batabanó, els poblats de Surgidero (port), Camacho, Pozo Redondo, La Julia i Sopapo.

## Història
El Capítol de l'Havana cedeix el ramat de Batabanó a Juan Gutiérrez Manibaldo el 4 de març de 1559, però no és fins al 5 de febrer de 1688 que es funda oficialment el poblat. D'aquesta manera, Batabanó es considera la primera vila fundada en la Província de l'Havana. El seu "surgidero" (port) va servir de port sud de l'Havana per a la comunicació marítima amb la part central i oriental de l'illa (Santiago de Cuba), funció que va complir fins a l'aparició del ferrocarril central. En 1843 la vila i el port s'uneixen mitjançant ferrocarril amb l'Havana, la qual cosa va potenciar el seu desenvolupament econòmic. El port batabanoense va establir relacions amb l'estranger exportant als Estats Units, Anglaterra i Espanya la major part dels seus productes agrícoles provinents del seu territori i de zones limítrofes.
Al primer terç del segle xx, una nodrida immigració provinent d'Espanya i en concret de Mallorca (Andratx-Es Capdellà) va treballar en la pesca d'esponja des Surgidero.
El municipi va alternar la seva seu en diferents èpoques entre el Surgidero de Batabanó i el poblat de Batabanó pròpiament, on resideix actualment (2010).

## Economia
La principal indústria és la del moble i fabrica mobles escolars i altres. També per la pesca, que té entre els seus principals productes d'exportació: llagostes, gambetes i esponges. Existeixen també fàbriques de conserves i desenvolupament agrícola de cultius diversos, viandes, vegetals i arròs.

## Ciutats agermanades
- Santa Cruz de Juventino Rosas, Mèxic.[1]